# Weyrauchia
Weyrauchia is een kevergeslacht uit de familie van de boktorren (Cerambycidae). De wetenschappelijke naam van het geslacht werd voor het eerst geldig gepubliceerd in 1953 door Tippmann.

## Soorten
Weyrauchia omvat de volgende soorten:
- Weyrauchia aeruginosa Monné M. L., 2004
- Weyrauchia marcelae Martins & Galileo, 2008
- Weyrauchia marinezae Martins & Galileo, 2008
- Weyrauchia nobilis Tippmann, 1960
- Weyrauchia viridimicans Tippmann, 1953